# Chester Gap
Chester Gap è un census-designated place (CDP) degli Stati Uniti d'America, situato nello stato della Virginia, diviso tra la contea di Rappahannock e la contea di Warren.